# Chiesa di San Matteo (Verona)
La chiesa di San Matteo è un ex luogo di culto cattolico che sorge nel cuore del centro storico di Verona e che ospita un ristorante.

## Storia

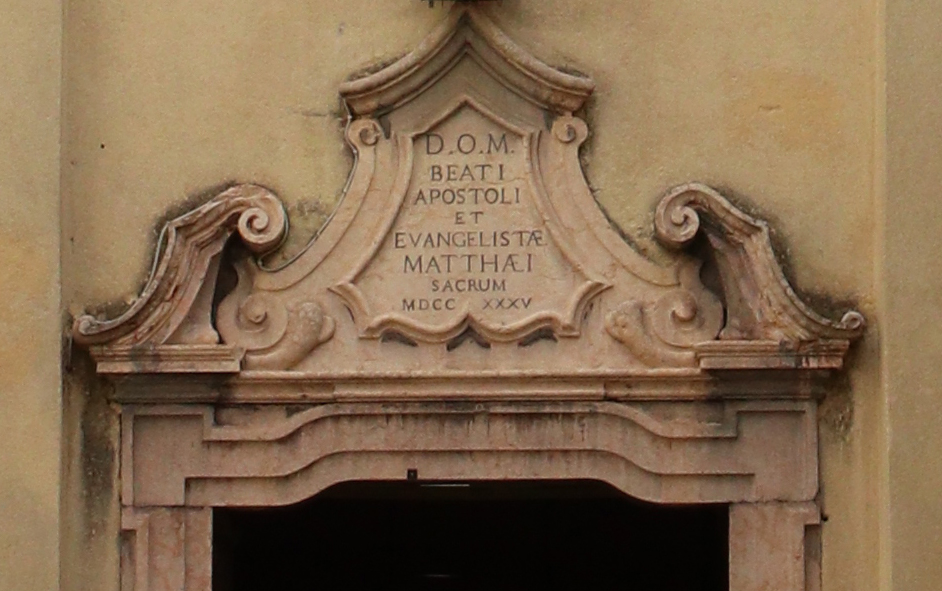
Dettaglio del cartiglio sopra all'ingresso

L'edificazione della chiesetta risale al medioevo, essendo citata per la prima volta in un documento del 1105, il quale annota la donazione di una parte della chiesa all'abbazia benedettina di Pomposa.
La chiesa venne più volte restaurata fino all'ampliamento del 1747. Il luogo di culto venne soppresso e l'edificio demaniato per mezzo di un decreto napoleonico nel 1806: da quel momento fu utilizzato come magazzino, come laboratorio artigiano e, durante la prima guerra mondiale, come lavanderia. Sul finire del XX secolo è stata restaurata e destinata a ospitare un ristorante.

## Descrizione
L'edificio sorge su una strada laterale di corso Porta Borsari, a breve distanza dall'omonima porta romana, dove verosimilmente sorgeva precedentemente il tempio di Giano, divinità romana bifronte.
La realizzazione di un ristorante al suo interno, nonostante l'intervento di restauro abbia perfettamente conservato le strutture della chiesa, ha completamente stravolto la spazialità interna tramite la realizzazione di un moderno soppalco che permette all'attività di disporre di ambienti su più livelli. Dall'interno della chiesa è possibile vedere, tramite alcuni lucernari, quanto resta dell'ambiente sacro romano, mentre una scala che parte dal punto ove si trovava l'altare maggiore della chiesa lo rende raggiungibile.